# Xã South Londonderry, Quận Lebanon, Pennsylvania
Xã South Londonderry (tiếng Anh: South Londonderry Township) là một xã thuộc quận Lebanon, tiểu bang Pennsylvania, Hoa Kỳ. Năm 2010, dân số của xã này là 6.991 người.